# Meifumadō
Kozure Ōkami Meifumadō (子連れ狼 冥府魔道, tạm dịch là "Sói mang con, Minh phủ ma đạo") là một tác phẩm Jidaigeki Nhật Bản do Katsu Production chế tác vào tháng 8 năm 1973 và đồng thời là tác phẩm thứ 5 trong series Kozure Ōkamiđược dựng từ Manga cùng tên do nam tài tử Wakayama Tomisaburō thủ vai chính.
Cũng từ tháng 4 năm này, mạng lưới truyền hình Nhật Bản bắt đầu khởi chiếu series phim truyền hình Kozure Ōkami do tài tử Yorozuya Kinnosuke thủ diễn.

## Khái yếu
Meifumadō là tập phim thứ 5 trong series và được dịch sang Anh ngữ là "Lone Wolf and Cub: Baby Cart in the Land of Demons" hoặc "Shogun Assassin 4: Five Fistfuls of Gold" khi được trình chiếu tại Bắc Mỹ. Bản thân cụm từ Meifumadō (冥府魔道, đọc âm Hán Việt là "Minh phủ ma đạo") vốn không có trong tiếng Nhật mà là do tác giả Konoike đặt ra. Đây cũng là một thuật ngữ được dùng xuyên suốt nội dung bộ Manga và có một tầm tác động nhất định đến tiếng Nhật. Meifu (minh phủ) là âm ty, địa ngục, nơi những linh hồn tội lỗi sau khi chết bị giam giữ. Madō (ma đạo) chính là tà đạo, con đường của ma quỷ. Cha con đao phủ Ogami Ittō vì muốn báo thù kẻ đã hại gia tộc mình mà chấp nhận làm bất cứ điều gì, kể cả phải xuống âm ty hay đi vào ma đạo, để đạt mục đích. Cụm từ này nói lên quyết tâm sắt đá của Ogami, nhất định phải báo thù bằng mọi giá và chính nó đã mở ra một mục từ mới trong từ điển tiếng Nhật vì mức độ kinh điển của nó.

## Nội dung
Trên bước đường lưu lạc giang hồ, cha con Ogami Ittō lần lượt bị năm thích khách của phiên Kuroda ám sát. Từng người một sau khi bị Ittō hạ đều đưa ra 100 lượng vàng và một ít thông tin về chính sự của phiên Kuroda. Mục đích của năm gia thần này là thử tài của Ogami Ittō trước khi quyết định thuê Ittō ám sát chúa Daimyō của phiên Kuroda.
Chúa phiên vốn yêu một người thiếp nên đã phế thế tử, bắt giam trong ngục tối và lập con gái với người thiếp lên làm thế tử. Nhưng theo lệ thì vị ấu chúa khi đủ tuổi sẽ phải lên Edo diện kiến Shōgun, và nếu bị phát hiện là gái giả trai sẽ bị tru di cả họ, phiên Kuroda bị tịch thu. Để tránh cảnh đoạn tuyệt của cả họ tộc, các gia thần trong phiên đã bí mật thuê thích khách hành thích cả chúa công của mình...

## Staff & Casting
- Hãng sản xuất: Tōhō
- Chế tác: Katsu Shintarō, Matsubara Hisaharu
- Nguyên tác: Koike Kazuo, Kojima Gōseki
- Kịch bản: Koike Kazuo
- Đạo diễn: Misumi Kenji
- Ogami Ittō: Wakayama Tomisaburō
- Ogami Daigorō: Tomikawa Akihiro
- Ayabe Ukon: Yamauchi Akira
- Mogami Shunsuke: Ōtaki Hideji
- Mawatara Hachirō: Naitō Takeshi
- Kikuchi Yamon:Suga Fujio
- Chúa Kuroda Naritaka: Yamashiro Shingo
- Yagyū Retsudō: Ōki Minoru

## Mục liên quan
- Kozure Ōkami
- Kozure Ōkami (bản Wakayama Tomisaburō)